# Tháng 1 năm 2020
Trang này dành cho tin tức về các sự kiện xảy ra được báo chí thông tin trong tháng 1 năm 2020.

## Thứ 4 ngày 1
- Bern/Thụy Sĩ: Simonetta Sommaruga sau năm 2015 lại đảm nhiệm chức vụ Tổng thống Liên bang Thụy Sĩ năm 2020.[1]
- Dòng thời gian của bùng phát dịch coronavirus Trung Quốc 2019-2020: Dòng thời gian bùng phát&Phản ứng và các biện pháp bên ngoài Trung Hoa lục địa\1 tháng 1

## Thứ 5 ngày 2
- Bắt đầu Vụ án 2 cựu chủ tịch UBND TP Đà Nẵng dự kiến kéo dài tới ngày 15 tháng 1 năm 2020.[cần dẫn nguồn]
- Tổng tham mưu trưởng Quân đội Trung Hoa Dân quốc đại tướng Thẩm Nhất Minh tử nạn cùng với 7 người khác, khi chiếc trực thăng  UH-60 Black Hawk phải hạ cánh khẩn cấp ở Tân Bắc, Đài Loan.[2][3]
- Hai vụ bạo loạn nhà tù tại Cieneguillas đã khiến tổng cộng 17 tù nhân thiệt mạng.[4]

## Thứ 7 ngày 4
- Nghệ sĩ ưu tú Nguyễn Chánh Tín, đạo diễn và diễn viên điện ảnh  nổi tiếng qua phim Ván bài lật ngửa qua đời ở tuổi 68.[5]

## Chủ nhật ngày 5
- Tại lễ trao giải Quả cầu vàng lần thứ 77, phim Chuyện ngày xưa ở... Hollywood của Quentin Tarantino được nhiều giải thưởng nhất.[6] Còn phim Ký sinh trùng là bộ phim Hàn Quốc đầu tiên đã nhận được giải Phim nói tiếng nước ngoài hay nhất.[7]
- Zagreb/Croatia: Zoran Milanovic của Đảng Dân chủ Xã hội đạt được 52,7% số phiếu trong vòng nhì của cuộc bầu cử tổng thống Croatia 2019/2020 đối đầu với tổng thống đương nhiệm Kolinda Grabar-Kitarović. Ông sẽ nhậm chức tổng thống vào tháng 2 2020.[8][9]

## Thứ 2 ngày 6
- Mù Cang Chải, tỉnh Yên Bái được Đài CNBC của Mỹ đánh giá là địa điểm đáng du lịch trải nghiệm nhất năm 2020.[10][11]

## Thứ 3 ngày 7
- Thủ tướng Phần Lan Sanna Marin muốn giảm giờ làm việc xuống còn 4 ngày, 6 giờ một ngày.[12] (fake news:[13])
- Impossible Foods đã ra mắt sản phẩm thay thế thịt lợn làm từ thực vật tại Hội chợ Điện tử Tiêu dùng (CES) 2020 ở Las Vegas.[14]
- Sau 7 tháng, Sebastian Kurz, 33 tuổi, lại được tuyên thệ làm thủ tướng Áo trong một chính phủ liên minh đầu tiên giữa ÖVP và Đảng Xanh.[15]
- Madrid/Tây Ban Nha: Trong cuộc bầu cử lần hai, Pedro Sánchez trở thành thủ tướng Tây Ban Nha sau một năm bế tắc, đạt được đa số tương đối với chỉ hơn 2 phiếu.[16]
- Kerman/Iran: Ít nhất 56 người chết do giẫm đạp nhau trong đám tang tướng Iran Qasem Soleimani.[17][17]
- Chính quyền Nga cho biết 8 người chết và một phụ nữ bị bỏng nặng trong đám cháy xảy ra tại một trang trại ở ngoại ô Moskva vào ngày 7/1/2020 đều là người Việt lao động chui và không có đăng ký cư trú hợp lệ.[18]

## Thứ 4 ngày 8
- Ủy ban Kiểm tra trung ương nhận định vi phạm của Ban Thường vụ Thành ủy nhiệm kỳ 2010 - 2015, của Ban cán sự Đảng UBND TP.HCM nhiệm kỳ 2011 - 2016 trong quá trình thực hiện dự án đầu tư Khu đô thị mới Thủ Thiêm và kết luận các ông bà Lê Thanh Hải, Lê Hoàng Quân, Nguyễn Văn Đua, Nguyễn Thị Hồng, Lê Văn Khoa,  Vũ Hùng Việt, phải bị xem xét kỷ luật.[19]
- Liên quan đến Vụ án dự án gang thép Thái Nguyên, Ủy ban Kiểm tra trung ương đã khai trừ một số đảng viên chịu trách nhiệm khỏi đảng và đề nghị Bộ Chính trị xem xét kỷ luật thành viên của bộ, ông Hoàng Trung Hải, cựu phó thủ tướng, Ủy viên Bộ Chính trị khóa 12, Bí thư Thành ủy Hà Nội.[20]

## Thứ 5 ngày 9
- Tranh chấp đất đai lại bùng nổ ở xã Đồng Tâm dẫn tới bạo động làm 3 công an thiệt mạng, 1 thường dân chết và 1 bị thương.[21][22]
- Hạ viện Anh đã bỏ phiếu chấp thuận luật Brexit để Vương quốc Anh ra khỏi EU vào cuối tháng này, sau hơn 3 năm rưỡi kể từ khi đa số dân chúng Anh trong cuộc trưng cầu dân ý đồng ý ra khỏi EU.[23]

## Thứ 6 ngày 10
- Tổng thống Mỹ Donald Trump và Thủ tướng Canada Justin Trudeau dựa vào các nguồn tin tình báo cho là chuyến bay 752 có thể đã bị bắn hạ bởi một tên lửa Tor của Iran. 63 người Canada đã thiệt mạng trong vụ này.[24][25]
- Cứ mỗi 15 phút là có một phụ nữ Ấn Độ báo cáo bị hiếp dâm ở Ấn Độ vào năm 2018. Trong số đó, chỉ hơn 85% số vụ bị truy tố và chỉ 27% bị kết án.[26]
- Chính phủ Úc cho là nạn cháy rừng có thể bùng phát trở lại và kêu gọi 240.000 người hãy di tản. Đã có 26 người thiệt mạng, gần 2000 nhà bị tiêu hủy, khoảng 10 triệu Hecta bị cháy rụi. Hiện vẫn còn 150 đám cháy, trong số đó 134 đám ở New South Wales và mùa cháy có thể kéo dài tới tháng 3.[27]
- Từ một năm nay, bệnh sởi bùng phát ở Congo làm cho 310.000 người mắc bệnh, 1/4 trong số đó là trẻ em dưới 5 tuổi, 6000 người chết. Bệnh này rất dễ lây lan, nhưng có thể tránh được bằng cách chích thuốc ngừa.[28]
- John le Carré đạt được giải Olof Palme vì đóng góp cho cuộc đấu tranh cho tự do, dân chủ và công bằng xã hội. Ông đã tặng toàn thể tiền thưởng của mình là 100.000 USD cho tổ chức Bác sĩ không biên giới.[29]
- Hội nghị Bộ Chính trị khóa 12 kỉ luật Hoàng Trung Hải, Ủy viên Bộ Chính trị khóa 12, Bí thư Thành ủy Hà Nội, với hình thức cảnh cáo, do những sai phạm trong Dự án mở rộng sản xuất giai đoạn II - Công ty Gang thép Thái Nguyên (Dự án TISCO II).[30]

## Thứ 7 ngày 11
- Iran thú nhận đã bắn lầm Chuyến bay 752 trên không phận Tehran làm thiệt mạng tất cả 176 hành khách.[31]
- Tòa án Đài Loan cuối tháng 12/2019 đã phạt một nhóm người Việt 770 triệu đồng (khoảng 30 ngàn Euro) vì tội giết và ăn thịt chó, 2 Người bị 40 và 30 ngày tù vì vi phạm Luật bảo vệ động vật của Đài Loan.[32]
- Tổng thống Thái Anh Văn tái đắc cử với 58% số phiếu so với đối thủ Hàn Quốc Du được 38% trong cuộc bầu cử Tổng thống Đài Loan. Còn trong cuộc bầu cử cơ quan Lập pháp, Đảng Dân tiến cầm quyền tiếp tục giữ đa số  với 62/113 ghế tại Quốc hội, trong khi đó Quốc Dân Đảng chỉ được khoảng 38 ghế.[33]
- Hàng ngàn thẩm phán, luật gia và người dân từ 20 nước xuống đường ở Thủ đô Ba Lan, Warsawa để biểu tình chống lại Dự luật cải tổ Tư pháp mà giới hạn tính độc lập ngành Tư pháp trái ngược với những nguyên tắc của EU.[34]

## Chủ nhật ngày 12
- Tướng Khalifa Hafta của Quân đội Quốc gia Libya (LNA) đóng ở miền Đông, đồng ý ngừng chiến theo lời kêu gọi của tổng thống Nga Putin và tổng thống Thổ Nhĩ Kỳ Recep Tayyip Erdoğan.[35] Trước đó một ngày Putin tuyên bố ủng hộ sáng kiến của thủ tướng Đức Angela Merkel tổ chức hội nghị quốc tế ở Berlin để tìm một giải pháp hòa bình cho cuộc nội chiến Lybia.[36]
- Một loài virus mới vừa mới gây ra cái chết cho một người trong số 41 người bị mắc bệnh viêm phổi lạ ở Vũ Hán, Trung Quốc, là một loài thuộc họ coronavirus mà có những loài gây ra bệnh SARS và bệnh MERS.[37]
- Núi lửa Taal ở nằm trên đảo Luzon ở Philippines hoạt động trở lại. Sân bay Quốc tế Manila phải tạm đóng cửa vì tro bụi, ước tính khoảng 300 ngàn người sẽ phải tản cư.[38]
- Hàng ngàn người ở Bangkok, Thái Lan đã tham gia cuộc chạy đua « chống độc tài » của đảng Tương lai mới, trong bối cảnh các cuộc biểu tình chính trị bị cấm, để phản đối chế độ của tướng Prayut Chan-o-cha.[39]

## Thứ 2 ngày 13
Một luật sư 42 tuổi, ông Robert Abela, chủ tịch mới của đảng Lao động sẽ lên làm thủ tướng Malta hôm nay thay cho ông Joseph Muscat, bị cho là dính líu đến vụ ám sát nhà báo điều tra Daphne Caruana Galizia. Cha ông Robert Abela, George Abela, cũng từng là tổng thống nước này.

## Thứ 3 ngày 14
- Pau/Pháp: Tổng thống Pháp Emmanuel Macron  và các tổng thống của G5 Sahel tại cuộc họp thượng đỉnh chống khủng bố thỏa thuận lập liên minh cho khu vực Sahel chống lại các nhóm khủng bố như IS và  al-Qaeda. Mali, Niger, Burkina Faso, Mauritania và Chad là thuộc địa cũ của Pháp và Pháp từ năm 2014 có 4.500 binh lính có mặt trong vùng này.[41]
- Vingroup công bố chính thức rút khỏi lĩnh vực kinh doanh vận tải hàng không, dừng dự án Vinpearl Air.[42]
- Tỉnh Bến Tre ban hành tình trạng khẩn cấp do nước mặn xâm nhập vào  các sông chính tại tỉnh này.[43]
- Microsoft dừng hỗ trợ Windows 7, tuy nhiên hiện vẫn còn 27% số máy vẫn còn dùng nó.  Do đó, Microsoft bán gói cập nhật bảo mật mở rộng (ESU), thông qua các thỏa thuận cấp phép số lượng lớn cho các hãng, cơ quan có các máy tính chưa được nâng cấp lên Windows 10. ESU cung cấp các cập nhật bảo mật quan trọng tối đa 3 năm.[44]

## Thứ 4 ngày 15
- Thủ tướng Nga  Dmitry Medvedev và cả nội các của ông từ chức, vài giờ sau khi Tổng thống Nga Putin đề nghị thay đổi hiến pháp để ông có thể tiếp tục nắm giữ quyền lực.[45]
- Bắt đầu hôm nay, người dân được phép quay phim cảnh sát giao thông Việt Nam  đang thi hành nhiệm vụ.[46]
- Phái đoàn Liên minh châu Âu tại Việt Nam đề nghị được gặp cụ thể với Thứ trưởng Bộ Công an về vụ Công an tràn vào xã Đồng Tâm. Vụ này cũng sẽ được thảo luận tại cuộc Đối thoại Nhân quyền EU – Việt Nam sắp tới.[47]
- Bộ Công an phát động toàn lực lượng Công an nhân dân phong trào học tập tấm gương dũng cảm hi sinh của 3 cán bộ, chiến sĩ trong quá trình làm nhiệm vụ tại thôn Hoành, xã Đồng Tâm, huyện Mỹ Đức, Hà Nội.[48]
- Vụ học sinh Trường Gateway chết trên xe: Người đưa đón học sinh 24 tháng tù, tài xế 15 tháng tù, cô giáo  chủ nhiệm lớp 12 tháng tù. Công ty dịch vụ xe buýt phải bồi thường 249 triệu đồng, tài xế và người đưa đón 249 triệu đồng (Tuoitre)

## Thứ 5 ngày 16
- Tổng thống Guatemala Alejandro Giammattei vừa mới tuyên thệ, ra lệnh cắt đứt quan hệ ngoại giao với chính phủ Venezuela của Tổng thống Nicolás Maduro và đóng cửa tòa đại sứ ở Caracas.[49]
- Thượng viện Chile đã phê chuẩn dự luật hợp pháp hóa hôn nhân đồng giới trong cuộc bỏ phiếu 22-16. Pháp luật sẽ tiến đến thảo luận trong Ủy ban Hiến pháp.[50]

## Thứ 6 ngày 17
Ngoai trưởng Maldives Abdulla Shahid nói nước ông sẽ mất tất cả quần đảo trừ khi nó nhận được hỗ trợ tài chính rẻ để chống lại Biến đổi khí hậu.

## Chủ nhật ngày 19
- Thụy Điển triệu tập đại sứ Trung Quốc Gui Congyou phản đối phát biểu đe dọa tự do ngôn luận, sau khi ông Gui cáo buộc các phóng viên Thụy Điển đã can thiệp vào vấn đề nội bộ của Trung Quốc qua những bài viết của mình.[52]
- Facebook đã phải xin lỗi sau khi dịch từ bài trên trang chính thức tiếng Miến Điện của bà Aung San Suu Kyi sang tiếng Anh tên của ông Tập Cận Bình thành "Mr. Sh*thole" (Ông tởm lợm).[53]
- Sáng lập viên tập đoàn Hàn Quốc Lotte từ trần, thọ 97 tuổi. Lotte là đại tập đoàn lớn thứ 5 của Hàn Quốc, hiện diện trong nhiều lĩnh vực từ thực phẩm đến tài chính và khách sạn.[54]
- Hoàng tử Harry và Meghan sẽ không còn được sử dụng danh hiệu "Đấng tôn quý Hoàng gia" (Royal Highness) và sẽ không được nhận khoản ngân sách công cho các nhiệm vụ hoàng gia. Họ cũng sẽ phải trả lại 2,4 triệu bảng Anh tiền tân trang Frogmore Cottage lấy từ tiền thuế của người dân.[55]
- Nghiên cứu kéo dài 10 năm qua của Đại học Kinh tế Quốc dân chỉ ra rằng tình trạng ô nhiễm không khí làm Việt Nam tổn thất tới hơn 10 tỷ đôla một năm, chiếm từ 5 - 7% GDP.[56]

## Thứ 3 ngày 21
- Mini Mike (Michael Bloomberg) muốn đầu tư thêm 1 tỷ USD (tức là 2 tỷ USD) để đánh bại Donald Trump trong cuộc bầu cử tổng thống Hoa Kỳ 2020 tới.[57]
- Hàng trăm triệu con châu chấu đang phá hủy mùa màng tại những nước nghèo đói sẵn ở Đông Phi như Ethiopia hay Somalia.[58]

## Thứ 4 ngày 22
- Ca đầu tiên mắc phải Virus Corona ở Mỹ. Ngoài Hoa Kỳ, Thái Lan, Đài Loan, Hàn Quốc, Nhật Bản là những nước đã bị Virus, bùng phát ở Vũ Hán, Trung Quốc, lan tới.[59]
- Việt Nam xếp hạng 136/167 về Chỉ số Dân chủ trong năm 2019 (nằm trong nhóm các nước Độc tài), theo đánh giá của The Economist Intelligence Unit (EIU), một tổ chức nghiên cứu và phân tích về kinh tế và chính trị của tạp chí The Economist.[60]
- Trung Quốc phong tỏa tất cả các phương tiện giao thông công cộng ra khỏi Vũ Hán, sau khi 17 người đã chết vì Virus Corona.[61]

## Thứ 5 ngày 23
- Ngoài Vũ Hán,  Hoàng Cương thành phố giáp ranh, và Ngạc Châu gần đó đóng cửa các nhà ga xe lửa, tại Hoàng Cương cả các trạm xe buýt.[62] Ở Việt Nam, 2 người Trung Quốc bị chứng nhận là đang bị bệnh vì Virus Corona. [63]
- Tòa án Công lý Quốc tế (IJC) ra lệnh cho Myanmar phải có biện pháp ngay lập tức để bảo vệ cộng đồng người Hồi giáo Rohingya, không được để xảy ra diệt chủng.[64]

## Thứ 6 ngày 24
- Ít nhất 21 người và hơn 1.000 bị thương trong một trận động đất gần Elazığ ở Đông Anatolia, Thổ Nhĩ Kỳ. Hiện 30 người còn mất tích.[65]
- Sau khi được vào thay thế, Erling Braut Håland lại làm bàn 2 lần tại giải Bundesliga. Trân đầu tiên cho đội Borussia Dortmund trong tuần trước. Haaland cũng đá lọt lưới 3 lần, như vậy trở thành cầu thủ đầu tiên ở Bundesliga ghi được năm bàn thắng trong hai trận đầu tiên.[66]

## Thứ 7 ngày 25
- Ngày mùng 1 Tết Canh Tý, toàn nước Việt xảy ra 21 vụ tai nạn giao thông đường bộ, làm chết 22 người, bị thương 13 người.[67] Trong 2 ngày nghỉ tết đầu tiên (29 và 30 tháng chạp) cả nước đã xảy ra 57 vụ tai nạn giao thông, làm chết 40 người, bị thương 34 người.[68]
- Coronavirus đã lan tới châu Âu, 3 người mắc bệnh ở Pháp. Hiện thời có tới 41 người chết, trong đó có 1 bác sĩ điều trị bệnh này.[68] Trung Quốc hiện hạn chế người dân đi lại tại 18 thành phố, tổng cộng là 56 triệu người.[69]
- Boeing 777X được thiết kế để cạnh tranh với Airbus A350 hoàn thành chuyến bay thử đầu tiên gần Seattle, Washington, Hoa Kỳ, sau khi 2 lần dự định bị hoãn lại. (CNN) Động cơ GE9X của nó, nặng 18 tấn, là động cơ lớn nhất từng được chế cho máy bay chở hành khách. (Spiegel) (Tuoitre)

## Chủ nhật ngày 26
- Tây Ban Nha đánh bại Croatia với tỷ số 22:20 và đoạt Giải vô địch bóng ném nam châu Âu 2020. (Spiegel)
- Ít nhất ba tên lửa katyusha đã rơi vào Tòa đại sứ Mỹ ở thủ đô Baghdad của Iraq hôm Chủ nhật, theo Reuters làm 3 người bị thương. (BBC), (The Guardian)

## Thứ 2 ngày 27
- Theo báo cáo của Viện Nghiên cứu Hòa bình Quốc tế Stockholm, Trung Quốc là nước sản xuất vũ khí nhiều nhất chỉ sau Hoa Kỳ. (FAZ)
- Giới chức y khoa Trung Quốc cho biết, sự khác biệt lớn giữa virus Corona mới và SARS là những người mang mầm bệnh nhưng không biểu hiện triệu chứng cúm vẫn có thể lây nhiễm cho người khác. (VNExpress),  (BBC)
- Trung Quốc cấm bán động vật hoang dã trên toàn quốc ở các chợ, siêu thị, nhà hàng và cả trên các nền tảng thương mại điện tử để hạn chế sự bùng phát của virus corona. (Tuoitre, (people.cn)
- Một máy bay giám sát của không lực Hoa Kỳ loại Bombardier E-11A bị rớt ở Dih Yak, tỉnh Ghazni, Đông Afghanistan, 5 phi hành đoàn thiệt mạng. Taliban cho là  họ đã bắn hạ chiếc này. (businessinsider), (VOA)
- Bộ trưởng bộ Quân Lực Pháp Florence Parly đến Washington, D. C. ngày 27/01/2020 để cố thuyết phục Lầu Năm Góc không rút các phương tiện quân sự của Mỹ khỏi vùng Sahel châu Phi. (RFI)

## Thứ 3 ngày 28
- Bệnh nhân virus Corona đầu tiên ở Đức đang được điều trị ở Starnberg,   (FAZ) bị một nữ đồng nghiệp tới từ Shanghai, người lúc đó không có triệu chứng bệnh, lây sang. (FAZ)
- Sứ quán Trung Quốc tại Đan Mạch giận dữ khi nhật báo Jyllands-Posten đăng hình cờ Trung Quốc với 5 virus corona vàng và đòi báo này xin lỗi. (vnexpress). (nst.com.my)
- Không loại Huawei như Mỹ đòi hỏi, chính phủ Johnson cho công ty Trung Quốc cung cấp tối đa 35% dịch vụ  thuộc các phần không "nhạy cảm", được gọi là mạng lõi, của  mạng 5G ở Anh. (BBC)
- Tổng công tố viên của Tajikistan, Yusuf Rakhmon, tuyên bố đã  bắt giữ 113 thành viên của Hội Anh em Hồi giáo, trong đó có hơn 20 giáo sư đại học. (reuters)
- Tổng thống Hoa Kỳ Donald J. Trump tiết lộ kế hoạch hòa bình phát triển trong 3 năm. Kế hoạch đề xuất tăng gấp đôi lãnh thổ hiện đang nằm dưới sự kiểm soát của Palestine và  Đông Jerusalem sẽ là thủ đô của nó. Kế hoạch cũng công nhận chủ quyền của Israel đối với các khu định cư lớn ở Bờ Tây sông Jordan, đồng thời  Israel sẽ ngưng phát triển các khu định cư mới ở đó trong 4 năm. (FAZ), (AP)

## Thứ 4 ngày 29
- Dòng thời gian của đại dịch COVID-19 tháng 1 năm 2020
  - Bộ trưởng Bộ Nông nghiệp Pháp Didier Guillaume tuyên bố, việc sát hại những con gà đực con không mong muốn sẽ bị cấm vào cuối năm 2021, trở thành một trong những quốc gia đầu tiên đưa ra lệnh cấm như vậy. (BBC)
  - Hạ viện Hoa Kỳ phê chuẩn dự luật hỗ trợ Washington, trong việc ủng hộ nhân quyền và bảo vệ môi trường ở Tây Tạng, bao gồm các biện pháp trừng phạt đối với các quan chức Trung Quốc can thiệp vào việc kế vị Dalai Lama, và không cho phép mở các lãnh sự quán Trung Quốc mới ở Mỹ cho đến khi Bắc Kinh cho phép Washington xây dựng trạm ngoại giao của riêng họ ở Tây Tạng. (SCMP)

## Thứ 5 ngày 30
- Hơn 6.000 hành khách đã bị cấm không được phép rời khỏi tàu du lịch cập cảng tại Civitavecchia, Lazio, Ý, sau khi nhà chức trách bày tỏ lo ngại rằng hai hành khách Trung Quốc có thể bị nhiễm coronavirus. (The Guardian)

## Thứ 6 ngày 31
- Ủy ban châu Âu báo cáo: 2/3 các trang mạng bán hàng trực tuyến vị phạm luật người tiêu thụ. Công bố về giá cả không đầy đủ, về luật trả lại hàng hóa thiếu sót.  (Spiegel)
- Bị cáo buộc mua chuộc và tham nhũng ở Pháp, Anh Quốc và Hoa Kỳ, Airbus thỏa hiệp trả  3,6 tỷ Euro.  (Spiegel)